# Австрія на літніх Олімпійських іграх 2004
Австрія на літніх Олімпійських іграх 2004 була представлена 74 спортсменами в 18 видах спорту.

## Медалісти
| Медаль | Спортсмен                         | Вид               | Дисципліна                   |
| ------ | --------------------------------- | ----------------- | ---------------------------- |
| Золото | Роман Гаґара Ганс-Петер Штайнахер | вітрильний спорт  | Торнадо                      |
| Золото | Кейт Аллен                        | тріатлон          | жінки                        |
| Срібло | Клаудія Гайлль                    | дзюдо             | до 63 кг                     |
| Срібло | Маркус Роган                      | плавання          | 100 м брасом                 |
| Срібло | Маркус Роган                      | плавання          | 200 м брасом                 |
| Срібло | Андреас Герітцер                  | вітрильний спорт  | Лазер                        |
| Бронза | Христіан Планер                   | стрілецький спорт | гвинтівка, 50 м, три позиції |